# Vilavièlha
Vilavièlha (en francès Villevieille) és un municipi francès situat al departament del Gard i a la regió d'Occitània.